# Endymion (roman av Heidenstam)
Endymion är en roman från 1889 av Verner von Heidenstam. Romanen är en skildring av Österlandet. Den är Heidenstams debutroman och räknas som ett av hans mindre kända verk.

## Handling
Genom en fiktiv resa till Syrien porträtteras en kamp mellan, ett på dödsbädden kämpande, Österland och det världshärskande Västerlandet. Handlingen utspelar sig mestadels i Damaskus och ett intressant porträtt ges av det sena 1800-talets syn på Österlandet. Endymion är en hjältediktning över en ung man vid namn Emin vilken försöker uppväcka ett upplopp gentemot den serbiske generalkonsuln.

## Utgivning
- Heidenstam, Verner von (1889). Endymion. Stockholm: Bonnier. Libris 13434646. http://litteraturbanken.se/#!forfattare/HeidenstamV/titlar/Endymion/info/etext